# 宮崎日日新聞
宮崎日日新聞（みやざきにちにちしんぶん）は、株式会社宮崎日日新聞社が発行する、宮崎県の日刊新聞。地元での略称は「宮日（みやにち）」。

## 概要
1940年11月25日に宮崎県内の日刊紙9紙（三州日日新聞、延岡新聞、宮崎時事新聞、飫肥毎日新聞、宮崎毎日新聞、富島新聞、南九州毎日新聞、宮崎中央新聞、祖国日向新聞）を統合して「日向日日新聞」として創刊。1961年1月1日に現在の名称に変更。共同通信社のネットワークを集めた国内外のニュースから、宮崎県内のニュースまで網羅している。
毎週木曜日には「宮日生活情報誌 きゅんと」、毎週土曜日には、小学生とその保護者向けの「宮日こども新聞」（タブロイド判、オールカラー全8 - 12ページ）が、また季節ごとに「宮日ホームマガジン『らぴあ rapia』」が同紙の購読者全戸向けに無料で発行される。
2018年4月16日、66年振りとなる夕刊発行を「デジタル夕刊 プレみや」として再開。「宮崎日日新聞」定期購読者に限り、無料でインターネット上からも同紙一部記事全文の閲覧が可能となった。
2020年11月25日、創刊80周年を迎えたのを機に、「SDGs宣言」を行い、2021年3月7日には、国連主導の報道機関の枠組みである「SDGsメディア・コンパクト」に九州の地方紙として初めて加盟した。
2024年3月5日、4月1日より月極め購読料を3,300円から3,900円に、1部売り価格を150円から180円に改定すると発表した。「物価高の影響で新聞製作にかかるコストは過去に例をみないほど高騰しており、中でも新聞用紙代は値上げにより年間2億3500万円増え、インキ代、電気代、ガソリン代も軒並み上昇しています」としている。

## 本社
- 宮崎市高千穂通1丁目1-33 郵便番号880-8570
  - 2024年4月より10階にエフエム宮崎が入居している[7]。
  - かつては南日本新聞（鹿児島県の地方紙）の宮崎支局も入居していた（2023年4月1日より、同紙の都城支局が宮崎支局を兼務[8]）。

### 印刷工場
- 宮崎市佐土原町東上那珂石塚16079-49
  - 読売新聞の南九州（宮崎県・鹿児島県）向けの朝刊も受託印刷している。

### 支社・支局
- 東京支社 - 東京都中央区銀座4丁目9-6 陽光銀座 三原橋ビル4階
- 大阪支社 - 大阪市北区曽根崎新地2丁目6-30 エム・タナカ梅田ビル4階
- 福岡支社 - 福岡市中央区天神2丁目8-41 福岡朝日会館8階
- 延岡支社 - 延岡市南町2丁目5-6 延岡宮日会館
- 都城支社 - 都城市中原町39街区1号 都城宮日会館
- 日南支社 - 日南市上平野町1丁目2-8
- 高千穂支局 - 西臼杵郡高千穂町三田井109-9
- 日向支局 - 日向市不動寺78
- 都農支局 - 児湯郡都農町川北5495-4
- 高鍋支局 - 児湯郡高鍋町北高鍋字挽木出口1037
- 西都支局 - 西都市妻平田1526-4
- 新富支局 - 児湯郡新富町富田1丁目21番地
- 東諸支局- 東諸県郡国富町本庄6783-1
- 小林支局 - 小林市細野455-8
- えびの支局 - えびの市原田132
- 串間支局 - 串間市西方小路5532-2

## テレビ・ラジオ欄
2008年8月5日から現在の形式に変わった。この日に宮崎ケーブルテレビの区域外再放送対象局が福岡民放（九州朝日放送、福岡放送）から鹿児島民放（鹿児島放送、鹿児島読売テレビ）に変更となった。

### メインテレビ面（最終面）
NHK（宮崎総合テレビ・Eテレ）は最左端（フルサイズ）に掲載。宮崎県内の民放（テレビ宮崎、宮崎放送）もフルサイズ、NHK BS・WOWOWプライムおよび鹿児島県（南日本放送、鹿児島テレビ、鹿児島放送、鹿児島読売テレビ）と熊本県内の民放（くまもと県民テレビ、熊本朝日放送、テレビ熊本の3局。熊本放送は非掲載）はハーフサイズで掲載されている。
都城・三股・串間・えびのでは鹿児島県内の民放が直接受信できるため（都城・三股では全局、串間・えびのでは3局）、2011年7月23日付（アナログテレビ放送終了前日）までは至近距離にある鹿児島民放のアナログテレビ中継局チャンネル番号を掲載していた。

### 第2テレビ・ラジオ面
BSデジタルと翌日の番組表（宮崎県内のみ）。ラジオは宮崎県内の5局（NHK第1、NHK第2、NHK-FM、宮崎放送、JOY FM。コミュニティFM除く）とラジオNIKKEIを掲載。なお、CSデジタルのいくつかも、宮崎ケーブルテレビのチャンネルとして掲載されている。

## 関連業者
- 宮崎ケーブルテレビ - コミュニティチャンネルで「みやにち930」を放送していた（宮崎県内の他ケーブル局にも同時送出）。
- テレビ宮崎（UMK）- 開局当初、夕方のニュース「UMKローカルニュース」→「UMKニュース6:45」を宮日が製作して記者をキャスターに派遣した。
- エフエム宮崎（JOY FM）- 宮崎日日新聞社が筆頭株主。2024年4月より宮日会館（宮崎日日新聞社本社）10階に入居している。

※宮崎放送（MRT）に毎日新聞・朝日新聞の両者とともに設立に関与していたが、マスメディア集中排除原則の関係上、資本関係を縮小した。その後も宮日カルチャーセンターがMRT miccに所在し、宮日グループの宮日総合広告が上記3社に加えてMRTとも取引関係を持つなど、一定の関係を継続している。